# Tribu Pointe-au-Chien
La tribu Pointe-au-Chien és una tribu reconeguda estatalment d'amerindis dels Estats Units, situada a les parròquies de Terrebonne i Lafourche, Louisiana. La tribu Pointe-au-Chien reclama ser descendent dels chitimacha; també creuen que són descendents d'altres tribus històriques situades a la regió, principalment els acolapissa, atakapes, i biloxis. La tribu té aproximadament 680 membres. En 1996 havien reclamat el reconeixement federal a la Bureau of Indian Affairs.